# Anales de Tigernach
Los Anales de Tigernach son una crónica escrita por el irlandés Tigernach, también llamado O'Braein O'Braein Tigheamach (†1108), que escribió la historia de Irlanda desde tiempos mitológicos hasta su tiempo, mezclando latín, irlandés antiguo e irlandés medio.